# Ancistrocerus chotanensis
Ancistrocerus chotanensis är en stekelart som beskrevs av Blüthgen 1942. Ancistrocerus chotanensis ingår i släktet murargetingar, och familjen Eumenidae. Inga underarter finns listade i Catalogue of Life.